# Лесковец (област Враца)
Вижте пояснителната страница за други значения на Лесковец.
Леско̀вец е село в Северозападна България. Намира в община Оряхово, област Враца.

## География
Село Лесковец се намира на 6 км източно от Оряхово, по пътя за село Остров и Никопол. Разположено е върху хълмиста местност, на 1 км от река Дунав. Има население около 700 души (2010).

## Име на селото
Според авторите селото е получило името си от чешмата Лесковец.
Според друга легенда, в местността на селото имало гора от лески, чрез които жителите се препитавали. Оттам идвало и името- Лесковец.

## Облекло и препитание в миналото
Мъжете се обличат с беневреци, кожуси, шарена и дълга риза с висок калпак, а жените с шарена дълга риза, сукман, вълненик с престилка.
Главната храна е царевицата, риба, лук и чушки. Сеят още жито, ръж, ечемик и овес. Селяните се занимават още със скотовъдство, рибарство, градинарство, лозарство, птицевъдство и бубарство. Ходят на пазар в Оряхово. За продан там изнасят птици, сирене, яйца, грозде, зеле, ряпа и др. Продават и плетени рогозки. 

## История
Археологът Богдан Николов дава подробни сведения за праисторията на селището и развитието му до Освобождението в сборника поселищни проучвания "От Искър до Огоста" (1996).
Най-старото селище, открито досега в околностите на село Лесковец се намира в местността Бранище около изворите. Тук са намерени бронзови брадви и керамика и те датират селището от края на бронзовата епоха — средата на второто хилядолетие пр.Хр. (Николов, Б., Археология, 1964, кн. 2, с. 70, обр. 2). На 2 км северно от Лесковец са развалините на римската ВАРИАНА или ВАРИНА, ВАРИНИАНА. Тази крепост се споменава у Прокопий като стар град, който е възобновен от император Юстиниан през средата на IV в. (Шкорпил, К., ИРАИК, т. X, 1905, с. 466). В латински надпис, намерен скоро в развалините на Вариана, се споменава за един освободен роб, по народност азалец, който е постъпил в римската армия и е служил в Дунавско кавалерийско отделение Ала Капитонис. Надписът е от средата на първия век и това потвърждава писаното от Прокопий, че този град е стар. Освен надписът в развалините на Вариана са намерени една бронзова статуйка, изобразяваща мъжка фигура с меч и патера, една бронзова статуйка на глиган, която е била символ на знамето на римското военно поделение и тухли с печат, на който се чете: ВАРИАНА ДАЛМАЦИЯ (Николов, Б., ИАИ, т. XXX, 1967, с. 226 и 227, обр. 16, 17 и 18). През 294 г. в града Вариана е пребивавал император Диоклетиан, а през четвърти век тук е квартирувала една далматинска конна част и префектът на Пети Македонски легион.
Сегашното село Лесковец е основано още преди края на XIV в. като средновековно българско селище с името си Лесковец. През XV в. то се споменава с днешното си име като мезра Лесковец — мезра е землище на обезлюдено село (Гандев, Хр., 1972, с. 25–34). Но за да се запази името на село Лесковец тук или в близката околност все трябва да е имало част от неговите обитатели. Хаджи Калфа, който минава оттам през XVII в. пише, че Ореховският край прилича на същинска пустиня от запустяване и обезлюдяване на селата (Калфа, Румелия и Босна. — Архив за поселищни проучвания, 1938, кн. 2, с. 2). Тогава няма нищо чудно, че и селото Лесковец е било обезлюдено. Такава е била и участта на повече от селата в този край. Но вече през XVIII в. в Лесковец е имало доста население. Това се вижда от един списък на бежанци, които минали Дунава при Орехово през време на Руско-турската война от 1828/29 г. Тези бежанци са отправили молба да им бъде разрешено да се заселят във Влашко, където е било сравнително по-спокойно. Списъкът е с дата 10 април 1830 г. Според него от село Лесковец са искали право да се заселят в румънските села Бостанеле и Джунгул следните лица и техните семейства: Мио, син на Радо, Тончо, син на Балан, Барбо, син на Стойко, Янаки, син на Ванчо, Дончо, син на Първанчо, Васил негов брат, Никола, син на Пуркъра, Стан, син на Нягой, Стан, син на Найден, и Найден, син на Първанчо, Флоро, брат на Преда, Стоян Конка, Радо, син на Йон, и Марин, брат ни Мито (Романски, Ст., Българите във Влашко и Молдова. — Универс. библиотека, 20, С., 1930, с. 110 и сл.). Както се вижда от списъка, всички имена на жителите на с. Лесковец са все български. Изключение прави само личното име Флоро, който е брат на Преда, но пък името Преда е от Предимер и е старобългарско лично име, заето от власите, както много други старобългарски имена. Дали тези български фамилии са се завърнали след време обратно в с. Лесковец. Това с нищо не може да се докаже. Но е сигурно, че много от тях са останали във Влашко и са се претопили, както стотици хиляди българи. Техните потомци са вече власи.
Според нашите анкети със стари хора в селото за стари родове се считат Ду̀дови, На̀еви и Раду̀лови. Тези родове не са напускали Лесковец никога. Други родове са Гу̀новци и Токовци (сега те са 30 къщи в Лесковец), които са от с. Бреница. От Кнежа произхождат Кръ̀стовци, Мѝтровци (те са от кнежкия род Бо̀евци), а също така Нико̀ловци и Парма̀кови. Родовете от Бреница и Кнежа са били най-напред в Румъния, където избягали от помашката колонизация и кърджалиите в края на XVIII в. На връщане от Румъния, като разбрали, че в с. Лесковец има малко жители и много свободна земя, се установили там завинаги. Ката̀нците са преселници от село Гложене, а Ба̀рболовци и Кармаза̀нете са от с. Букьовци (дн. град Мизия). Велчо Ценков се е преселил от с. Оходен, а фамилията Тръ̀нски са от Правец, рода Чипѝлски. Те най-напред са били в с. Търнък, откъдето идва и прякорът Трънски, а сетне се преселват в с. Лесковец. Останалите родове на с. Лесковец са дошли от Влашко през първата половина и средата на XIX в. Така Димитру Луане и Флорескови са дошли от селото Янка. Церянете — от с. Джунгул. От Влашко са също Саѝрчови, Тодоракеви и Чапови, но техните наследници не помнят от къде и от кои села са дошли предците им.

## Население
Преброяване на населението през 2011 г.
Численост и дял на етническите групи според преброяването на населението през 2011 г.:
|                     | Численост | Дял (в %) |
| Общо                | 656       | 100,00    |
| Българи             | 521       | 79,42     |
| Турци               | 0         | 0,00      |
| Цигани              | 0         | 0,00      |
| Други               | 0         | 0,00      |
| Не се самоопределят | 0         | 0,00      |
| Неотговорили        | 135       | 20,57     |

## Религии
Християнска, източноправославна.

## Културни и природни забележителности
В тази част река Дунав е разделена на три ръкава от два големи острова – Есперанто и Масата. В равнинната част между селото и реката е минавал древния Римски път, свързващ Белград и Константинопол (Виа Иструм). През 3 век тук е била изградена от римляните крепостта Вариана. Между селото и бившата крепост съществува голяма римска чешма, датираща от същия период, реставрирана и наречена по-късно Капита̀ница.

## Редовни събития
- Събор – последната събота и неделя на август месец.
- 30 юни – Фестивал на шлагерната и стара градска песен „Сребро в косите, песен в душите“
- Провежда се храмов празник на селото в деня на „Света Троица”,чието име носи новопостроения  Храм.Отбелязва се с курбан и народни веселия.